# Первая трансконтинентальная железная дорога США
Первая трансконтинентальная дорога США строилась в 1860-х годах и связала между собой центральные и западные штаты страны с калифорнийским побережьем Тихого океана, отвоёванным у Мексики в 1845—1848 годах.

## История
В период Гражданской войны железные дороги сыграли важную роль для двух конфликтующих сторон, которые использовали железнодорожный транспорт для доставки оружия, продовольствия, боеприпасов, а также для передвижения войск. Поэтому в 1862 году президент США Авраам Линкольн подписал т. н. Pacific Railroad Act о строительстве Трансконтинентальной железной дороги, которая должна была соединить Калифорнию с восточными штатами.
Строительство было поручено двум железнодорожным компаниям — Union Pacific и Central Pacific (эта компания занималась строительством железных дорог к востоку от Сакраменто).
Строительство железной дороги было действительно опасным. В 1867 году китайские рабочие в течение одной недели провели мирную забастовку в горах Сьерра-Невада, чтобы улучшить заработную плату и условия труда.

Новая железнодорожная линия прошла по территории штатов Небраска, Вайоминг, Юта, Невада и Калифорния. Торжественно введена в эксплуатацию 10 мая 1869 года, когда был вбит «золотой костыль» близ населённого пункта Промонтори (штат Юта). 

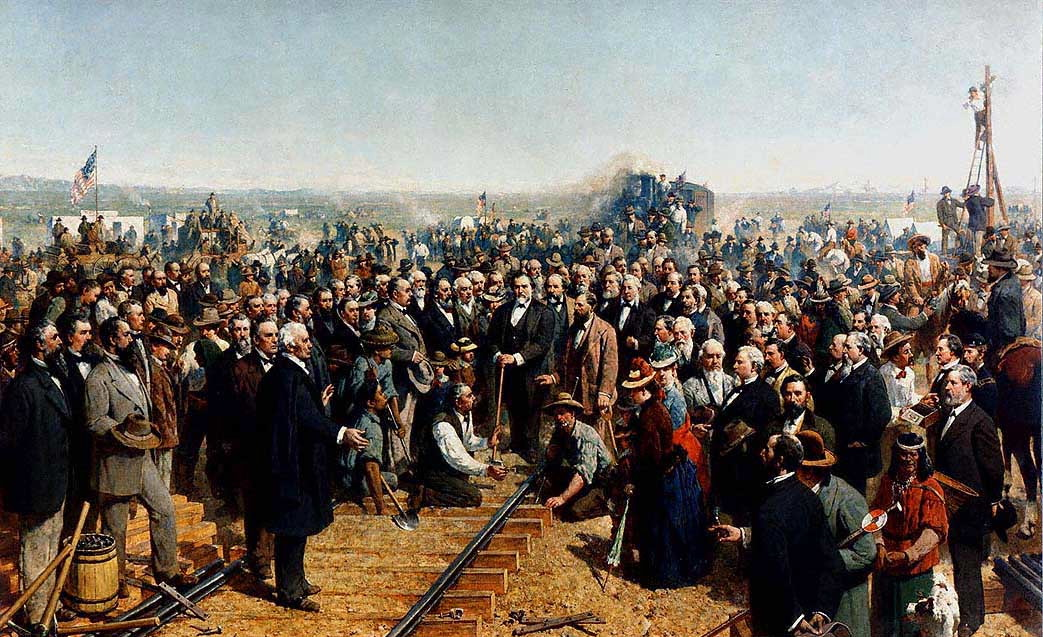
Картина Томаса Хилла «Последний костыль» (1881 г.)

## Значение
Железная дорога мгновенно изменила демографию и экономику Американского Запада. С востока страны на освоение новых территорий потянулись англоязычные мигранты, потеснившие автохтонных индейцев и испаноязычных креолов в Калифорнии. Миграция также привела к размытию религиозного состава территории Юта, ранее почти 100%-но мормонской. К началу XX века в разные стороны от первой дороги, а также параллельно ей были построены новые более современные транспортные системы, действующие до сих пор.
Была основана крупнейшая на сегодняшний день американская компания, которая владеет самой большой сетью железных дорог в США — Union Pacific Railroad, эксплуатирующая транспортную систему к западу от реки Миссури.
По мнению историка американского бизнеса 
Альфреда Чандлера, развитие железных дорог привело к появлению нового типа менеджера — профессионала, которого нанимают за знания и квалификацию, а не за степень родства с владельцами компании.
В 1880-е гг. своя трансконтинентальная железная дорога появилась и в Канаде, которая тогда ещё находилась под британским управлением.

## В кино
- Железный конь (1924)
- Как был завоёван Запад (1962)
- Однажды на Диком Западе (1968)
- Назад в будущее 3 (1990)
- Дикий, дикий Вест (1999)
- На Запад (2005)
- Ад на колёсах (2011—2016)
- Одинокий рейнджер (2013)
- Смешарики. Дежавю (2018)